# Репрессии в период правления Батисты
Репрессии в период правления Батисты — политические преследования, осуществлявшиеся со стороны гражданских властей и вооружённых сил Кубы во время нахождения у власти Фульхенсио Батисты (1933—1959). Репрессии выражались в арестах неугодных, пытках заключённых, похищениях, заказных убийствах и унесли десятки тысяч жизней.

## Репрессии в период 1933—1940
После переворота 14 января 1934 года Фульхенсио Батиста стал фактически контролировать всю власть в стране. Им совершались действия репрессивного характера в отношении рабочих и левых организаций, выражавшиеся в разгонах митингов и демонстраций.[нужна атрибуция мнения] Некоторые члены прежнего офицерского корпуса, по некоторым данным, были казнены.
В марте и октябре 1934 года прошли 200-тысячные всеобщие забастовки, которые были подавлены властями. На востоке Кубы снова возникло партизанское движение. Компартия была вынуждена уйти в подполье.
В марте 1935 года на Кубе вспыхнула всеобщая забастовка, в которой участвовало 700 тыс. трудящихся. Власти бросили на её подавления армейские подразделения. Бастующие сопротивлялись в течение нескольких дней. Из-за несогласованности действий революционеров бастующие потерпели поражение.

Хесус Ларрондо Менендес, деятель профсоюзного и коммунистического движения Кубы. Застрелен в 1948 году

Политические враги Батисты, активные борцы с режимом и прочие неугодные диктатору люди[нужна атрибуция мнения] либо сажались в тюрьмы, либо убивались, либо вовсе пропадали без вести. В частности, в мае 1935 года был застрелен правительственными войсками в провинции Матансас в ожидании лодки левый социал-реформист, один из самых непримиримых борцов с диктатурой Батисты, основатель студенческой организации «Молодая Куба» Антонио Гитерас.[нужна атрибуция мнения]
Имели место и многие другие, зачастую мелкие, малоизвестные и почти что неучтённые попытки восстания против режима Батисты, приведшие к кровопролитию и жестоко подавленные.[нужна атрибуция мнения] Так, было подавлено восстание в старинном форте Атарес в Гаване во главе с Бласом Эрнандесом, многие из сдавшихся в плен повстанцев были казнены. Также имела место попытка нападения на отель «Насьональ-де-Куба» в Гаване, когда бывшие армейские офицеры, в том числе члены олимпийской сборной Кубы по стрельбе из винтовки, упорно сопротивлялись до тех пор, пока не были разбиты.
Как отмечалось в академическом издании «Кембриджская история Латинской Америки», Батиста превратил армию в «эффективный репрессивный аппарат».

## Репрессии после событий 26 июля 1953 года
В 1953 году 26 июля провалилась попытка группы революционеров во главе с Фиделем Кастро взять штурмом Казармы Монкада, расположенные в Сантьяго-де-Куба. Восставшие потерпели полное поражение. После более чем двухчасового боя в Сантьяго большинство нападавших погибло, оставшиеся в живых отступили в горы, где вскоре были схвачены военными и полицией.
Убийства пленных революционеров совершались в жестокой форме: их закапывали по грудь в землю и использовали в качестве мишеней, сбрасывали с крыш высоких зданий, раненых волокли по лестницам, пока они не умирали, вешали, у них вырывали глаза, вводили им в вены воздух, выпускали якобы на свободу, а затем стреляли в спину.[нужна атрибуция мнения] Вот что отмечал врач судебной медицины Мануэль Приэто Арагона, который осматривал трупы убитых: «Осмотр трупов врачом судебной медицины был ужасным делом… Все фиделисты были одеты в мундиры цвета желтоватого хаки, под которыми были рубашки и брюки, а у некоторых только брюки. Все мундиры оказались целыми. Никаких следов пуль на них не обнаружено. На некоторых трупах мундиры были надеты наизнанку. Когда их раздели, то стала видна вся жестокость, садизм, жертвой которых они стали. У одного под мундиром оказалась пижама пациента гражданского госпиталя. Они были одеты в мундиры после их задержания. У большого числа трупов голова была раздроблена автоматной очередью, выпущенной в упор. У многих были изуродованы половые органы. У других были выбиты зубы. У троих были вырваны глаза. Не было ни одного, кто бы не был подвергнут страшным пыткам, прежде чем быть приконченным». Профессор истории университета Северной Флориды Томас Леонард писал, что до перевода в тюрьму пленные мужчины подверглись жестоким пыткам, а некоторые были убиты. Так, у Абеля Сантамарии были вырваны глаза и преподнесены его сестре Айде.
Правительство на 90 дней отменило конституционные гарантии, провело массовые аресты среди руководителей оппозиционных партий (доказать их причастность к событиям 26 июля батистовцам не удалось, и они были отпущены на свободу), издало один за другим репрессивные законы. Даже после восстановления конституционных гарантий продолжались аресты, обыски, облавы, из тюрем не выпускали политзаключенных.

## Репрессии в последние годы правления Батисты

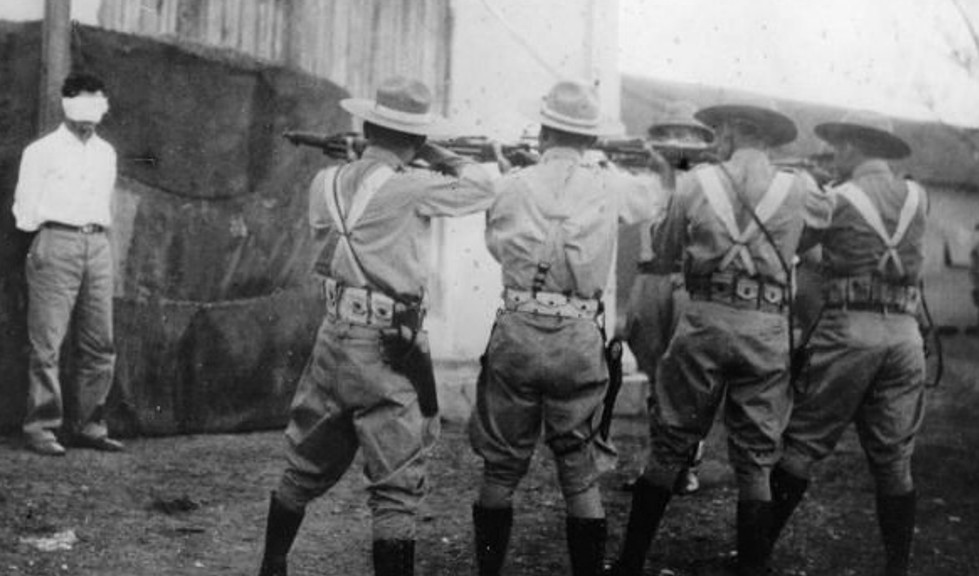
Солдаты Батисты расстреливают повстанцев в 1956 году

Напуганный заметным ростом влияния Народно-социалистической партии на народные массы, Батиста почти всю репрессивную деятельность сосредоточил на борьбе с коммунизмом. В частности он издал закон, который объявлял «несовместимой с государственной службой и с исполнением руководящих или совещательных функций в рабочих и предпринимательских организациях коммунистическую деятельность в любом её проявлении». По распоряжению Батисты было создано «Бюро по подавлению коммунистической деятельности» (BRAC). Велась активная антикоммунистическая пропаганда в газетах, на радио, на проповедях в храмах, возбуждавшая агрессию у населения по отношению к коммунистам.[нужна атрибуция мнения]
Военная полиция патрулировала улицы и проводила массовые аресты подозреваемых в подготовке восстания. Спецслужбы всё более были склонны к насилию, жестокости и пыткам, не опасаясь правовых последствий.

Тела повстанцев, убитых правительственными войсками Кубы. Матансас, 30 апреля 1956

В Матансасе была осуществлена попытка группой молодежи захватить казармы Гойкурия. Власти заранее узнали о готовящемся нападении от полицейского агента. Подъехавшие к казарме студенты сразу же попали под кинжальный пулеметный огонь и почти все погибли.
5 сентября 1957 года на базе ВМС в городе Сьенфуэгосе вспыхнуло восстание, начатое членами «Движения 26 июля» и матросами, под руководством Хулио Камачо и лейтенанта Сан-Романа. Для подавления восстания правительственной авиацией была подвергнута массированной бомбардировке и обстрелу ракетами не только восставшая военно-морская база, но и город с мирными жителями. На город были двинуты бронетанковые и пехотные части. Восстание было жестоко подавлено, а Дионисио Сан-Роман был захвачен на борту одного из кораблей, перевезен в Гавану и там умер в результате пыток.[нужна атрибуция мнения]